# Książno
Książno (niem. Schondorf) – wieś w Polsce położona w województwie wielkopolskim, w powiecie wrzesińskim, w gminie Miłosław. Znajduje się ona około 5 km na północ od Miłosławia, 12 km na południowy zachód od Wrześni oraz 42 km na południowy wschód od Poznania.
W latach 1975–1998 miejscowość administracyjnie należała do województwa poznańskiego.
We wsi jest przystanek kolejowy Książno.